# Lista delle ecoregioni marine
Questa lista definita dal WWF e da The Nature Conservancy raggruppa ciascuna ecoregione marina in 12 regni marini. Questi rappresentano approssimativamente le grandi divisioni latitudinali dei mari in polari, temperati e tropicali, con una suddivisione in funzione dei bacini oceanici. I regni marini sono suddivisi ulteriormente in 62 province marine, che includono una o più delle 232 ecoregioni marine. Questa schematizzazione è nota anche come MEOW (Marine Ecoregions of the World).
Lo schema del WWF/Nature Conservancy attualmente copre solo le aree costiere e della piattaforma continentale; le ecoregioni degli oceani profondi non sono ancora state delineate.

## Lista per regno e provincia
| Regno marino                       | Provincia marina                              | Ecoregione                                                   | Codice MEOW | Paesi |
| ---------------------------------- | --------------------------------------------- | ------------------------------------------------------------ | ----------- | ----- |
| Regno artico                       | Mar Glaciale Artico                           | Groenlandia settentrionale                                   | 001         | …     |
| Regno artico                       | Mar Glaciale Artico                           | Islanda settentrionale e orientale                           | 002         | …     |
| Regno artico                       | Mar Glaciale Artico                           | Piattaforma groenlandese orientale                           | 003         | …     |
| Regno artico                       | Mar Glaciale Artico                           | Piattaforma groenlandese occidentale                         | 004         | …     |
| Regno artico                       | Mar Glaciale Artico                           | Grandi banchi settentrionali e Labrador meridionale          | 005         | …     |
| Regno artico                       | Mar Glaciale Artico                           | Labrador settentrionale                                      | 006         | …     |
| Regno artico                       | Mar Glaciale Artico                           | Baia di Baffin - Stretto di Davis                            | 007         | …     |
| Regno artico                       | Mar Glaciale Artico                           | Complesso di Hudson                                          | 008         | …     |
| Regno artico                       | Mar Glaciale Artico                           | Lancaster Sound                                              | 009         | …     |
| Regno artico                       | Mar Glaciale Artico                           | Arcipelago artico superiore                                  | 010         | …     |
| Regno artico                       | Mar Glaciale Artico                           | Mare di Beaufort-Amudsen-Melville-Regina Queen Maud          | 011         | …     |
| Regno artico                       | Mar Glaciale Artico                           | Costa e piattaforma del mare di Beaufort                     | 012         | …     |
| Regno artico                       | Mar Glaciale Artico                           | Mare dei Ciukci                                              | 013         | …     |
| Regno artico                       | Mar Glaciale Artico                           | Mare di Bering orientale                                     | 014         | …     |
| Regno artico                       | Mar Glaciale Artico                           | Mare della Siberia orientale                                 | 015         | …     |
| Regno artico                       | Mar Glaciale Artico                           | Mare di Laptev                                               | 016         | …     |
| Regno artico                       | Mar Glaciale Artico                           | Mare di Kara                                                 | 017         | …     |
| Regno artico                       | Mar Glaciale Artico                           | Mare di Barents settentrionale e orientale                   | 018         | …     |
| Regno artico                       | Mar Glaciale Artico                           | Mar Bianco                                                   | 019         | …     |
| Atlantico settentrionale temperato | Mari europei settentrionali                   | Islanda meridionale e occidentale                            | 020         | …     |
| Atlantico settentrionale temperato | Mari europei settentrionali                   | Plateau delle Faroer                                         | 021         | …     |
| Atlantico settentrionale temperato | Mari europei settentrionali                   | Norvegia meridionale                                         | 022         | …     |
| Atlantico settentrionale temperato | Mari europei settentrionali                   | Norvegia settentrionale e Finnmark                           | 023         | …     |
| Atlantico settentrionale temperato | Mari europei settentrionali                   | Mar Baltico                                                  | 024         | …     |
| Atlantico settentrionale temperato | Mari europei settentrionali                   | Mare del Nord                                                | 025         | …     |
| Atlantico settentrionale temperato | Mari europei settentrionali                   | Mare celtico                                                 | 026         | …     |
| Atlantico settentrionale temperato | Lusitania                                     | Piattaforma atlantica europea meridionale                    | 027         | …     |
| Atlantico settentrionale temperato | Lusitania                                     | Risalita sahariana                                           | 028         | …     |
| Atlantico settentrionale temperato | Lusitania                                     | Azzorre Canarie Madeira                                      | 029         | …     |
| Atlantico settentrionale temperato | Mediterraneo                                  | Mare Adriatico                                               | 030         | …     |
| Atlantico settentrionale temperato | Mediterraneo                                  | Mare Egeo                                                    | 031         | …     |
| Atlantico settentrionale temperato | Mediterraneo                                  | Mar di Levante                                               | 032         | …     |
| Atlantico settentrionale temperato | Mediterraneo                                  | Plateau tunisino/Golfo della Sirte                           | 033         | …     |
| Atlantico settentrionale temperato | Mediterraneo                                  | Mare Ionio                                                   | 034         | …     |
| Atlantico settentrionale temperato | Mediterraneo                                  | Mediterraneo occidentale                                     | 035         | …     |
| Atlantico settentrionale temperato | Mediterraneo                                  | Mare di Alboran                                              | 036         | …     |
| Atlantico settentrionale temperato | Atlantico nordorientale temperato fresco      | Golfo di San Lorenzo - Piattaforma della Scotia orientale    | 037         | …     |
| Atlantico settentrionale temperato | Atlantico nordorientale temperato fresco      | Grandi banchi meridionali - Terranova meridionale            | 038         | …     |
| Atlantico settentrionale temperato | Atlantico nordorientale temperato fresco      | Piattaforma Scotia                                           | 039         | …     |
| Atlantico settentrionale temperato | Atlantico nordorientale temperato fresco      | Golfo del Maine-Baia di Fundy                                | 040         | …     |
| Atlantico settentrionale temperato | Atlantico nordorientale temperato fresco      | Virginiano                                                   | 041         | …     |
| Atlantico settentrionale temperato | Atlantico nordorientale temperato caldo       | Caroliniano                                                  | 042         | …     |
| Atlantico settentrionale temperato | Atlantico nordorientale temperato caldo       | Golfo del Messico settentrionale                             | 043         | …     |
| Atlantico settentrionale temperato | Mar Nero                                      | Mar Nero                                                     | 044         | …     |
| Pacifico settentrionale temperato  | Pacifico nordoccidentale temperato fresco     | Mare di Ochotsk                                              | 045         | …     |
| Pacifico settentrionale temperato  | Pacifico nordoccidentale temperato fresco     | Piattaforma e costa della Camciatka                          | 046         | …     |
| Pacifico settentrionale temperato  | Pacifico nordoccidentale temperato fresco     | Corrente di Oyashio                                          | 047         | …     |
| Pacifico settentrionale temperato  | Pacifico nordoccidentale temperato fresco     | Honshu settentrionale                                        | 048         | …     |
| Pacifico settentrionale temperato  | Pacifico nordoccidentale temperato fresco     | Mar del Giappone                                             | 049         | …     |
| Pacifico settentrionale temperato  | Pacifico nordoccidentale temperato fresco     | Mar Giallo                                                   | 050         | …     |
| Pacifico settentrionale temperato  | Pacifico nordoccidentale temperato caldo      | Corrente di Kuroshio centrale                                | 051         | …     |
| Pacifico settentrionale temperato  | Pacifico nordoccidentale temperato caldo      | Mar Cinese orientale                                         | 052         | …     |
| Pacifico settentrionale temperato  | Pacifico nordorientale temperato fresco       | Isole Aleutine                                               | 053         | …     |
| Pacifico settentrionale temperato  | Pacifico nordorientale temperato fresco       | Golfo dell'Alaska                                            | 054         | …     |
| Pacifico settentrionale temperato  | Pacifico nordorientale temperato fresco       | Fiordi del Pacifico nordamericano                            | 055         | …     |
| Pacifico settentrionale temperato  | Pacifico nordorientale temperato fresco       | Passaggio di Puget/Bacino di Georgia                         | 056         | …     |
| Pacifico settentrionale temperato  | Pacifico nordorientale temperato fresco       | Piattaforma e costa dell'Oregon, Washington, Vancouver       | 057         | …     |
| Pacifico settentrionale temperato  | Pacifico nordorientale temperato fresco       | California settentrionale                                    | 058         | …     |
| Pacifico settentrionale temperato  | Pacifico nordorientale temperato caldo        | Ansa californiana meridionale                                | 059         | …     |
| Pacifico settentrionale temperato  | Pacifico nordorientale temperato caldo        | Mare di Cortez                                               | 060         | …     |
| Pacifico settentrionale temperato  | Pacifico nordorientale temperato caldo        | Transizione della baia di Magdalena                          | 061         | …     |
| Atlantico tropicale                | Atlantico tropicale nordoccidentale           | Bermuda                                                      | 062         | …     |
| Atlantico tropicale                | Atlantico tropicale nordoccidentale           | Bahamas                                                      | 063         | …     |
| Atlantico tropicale                | Atlantico tropicale nordoccidentale           | Caraibi orientali                                            | 064         | …     |
| Atlantico tropicale                | Atlantico tropicale nordoccidentale           | Grandi Antille                                               | 065         | …     |
| Atlantico tropicale                | Atlantico tropicale nordoccidentale           | Caraibi meridionali                                          | 066         | …     |
| Atlantico tropicale                | Atlantico tropicale nordoccidentale           | Caraibi sudoccidentali                                       | 067         | …     |
| Atlantico tropicale                | Atlantico tropicale nordoccidentale           | Caraibi occidentali                                          | 068         | …     |
| Atlantico tropicale                | Atlantico tropicale nordoccidentale           | Golfo del Messico meridionale                                | 069         | …     |
| Atlantico tropicale                | Atlantico tropicale nordoccidentale           | Florida                                                      | 070         | …     |
| Atlantico tropicale                | Piattaforma brasiliana settentrionale         | Guiana                                                       | 071         | …     |
| Atlantico tropicale                | Piattaforma brasiliana settentrionale         | Amazzonica                                                   | 072         | …     |
| Atlantico tropicale                | Atlantico sudoccidentale tropicale            | Arcipelago di San Pietro e San Paolo                         | 073         | …     |
| Atlantico tropicale                | Atlantico sudoccidentale tropicale            | Fernando di Noronha e Atollo das Rocas                       | 074         | …     |
| Atlantico tropicale                | Atlantico sudoccidentale tropicale            | Nordest brasiliano                                           | 075         | …     |
| Atlantico tropicale                | Atlantico sudoccidentale tropicale            | Brasile orientale                                            | 076         | …     |
| Atlantico tropicale                | Atlantico sudoccidentale tropicale            | Trindade e Martin Vaz                                        | 077         | …     |
| Atlantico tropicale                | Isole di Sant'Elena e Ascensione              | Isole di Sant'Elena e Ascensione                             | 078         | …     |
| Atlantico tropicale                | Zona di transizione Africana occidentale      | Capo Verde                                                   | 079         | …     |
| Atlantico tropicale                | Zona di transizione Africana occidentale      | Risalita saheliana                                           | 080         | …     |
| Atlantico tropicale                | Golfo di Guinea                               | Golfo di Guinea occidentale                                  | 081         | …     |
| Atlantico tropicale                | Golfo di Guinea                               | Risalita del golfo di Guinea                                 | 082         | …     |
| Atlantico tropicale                | Golfo di Guinea                               | Golfo di Guinea centrale                                     | 083         | …     |
| Atlantico tropicale                | Golfo di Guinea                               | Isole del golfo di Guinea                                    | 084         | …     |
| Atlantico tropicale                | Golfo di Guinea                               | Golfo di Guinea meridionale                                  | 085         | …     |
| Atlantico tropicale                | Golfo di Guinea                               | Angolana                                                     | 086         | …     |
| Indo-Pacifico occidentale          | Mar Rosso e golfo di Aden                     | Mar Rosso settentrionale e centrale                          | 087         | …     |
| Indo-Pacifico occidentale          | Mar Rosso e golfo di Aden                     | Mar Rosso meridionale                                        | 088         | …     |
| Indo-Pacifico occidentale          | Mar Rosso e golfo di Aden                     | Golfo di Aden                                                | 089         | …     |
| Indo-Pacifico occidentale          | Somalo/Arabica                                | Golfo Persico                                                | 090         | …     |
| Indo-Pacifico occidentale          | Somalo/Arabica                                | Golfo di Oman                                                | 091         | …     |
| Indo-Pacifico occidentale          | Somalo/Arabica                                | Mare arabico occidentale                                     | 092         | …     |
| Indo-Pacifico occidentale          | Somalo/Arabica                                | Costa centrale somala                                        | 093         | …     |
| Indo-Pacifico occidentale          | Oceano Indiano occidentale                    | Costa della corrente del Monsone settentrionale              | 094         | …     |
| Indo-Pacifico occidentale          | Oceano Indiano occidentale                    | Costa del corallo dell'Africa orientale                      | 095         | …     |
| Indo-Pacifico occidentale          | Oceano Indiano occidentale                    | Seychelles                                                   | 096         | …     |
| Indo-Pacifico occidentale          | Oceano Indiano occidentale                    | Isole Cargados Carajos / Tromelin                            | 097         | …     |
| Indo-Pacifico occidentale          | Oceano Indiano occidentale                    | Isole Mascarene                                              | 098         | …     |
| Indo-Pacifico occidentale          | Oceano Indiano occidentale                    | Madagascar sudorientale                                      | 099         | …     |
| Indo-Pacifico occidentale          | Oceano Indiano occidentale                    | Madagascar occidentale e settentrionale                      | 100         | …     |
| Indo-Pacifico occidentale          | Oceano Indiano occidentale                    | Ansa di Sofala/Costa della paludi                            | 101         | …     |
| Indo-Pacifico occidentale          | Oceano Indiano occidentale                    | Baia di Delagoa (Maputo)                                     | 102         | …     |
| Indo-Pacifico occidentale          | Piattaforma indiana occidentale e meridionale | India occidentale                                            | 103         | …     |
| Indo-Pacifico occidentale          | Piattaforma indiana occidentale e meridionale | India meridionale e Sri Lanka                                | 104         | …     |
| Indo-Pacifico occidentale          | Isole dell'Oceano Indiano centrale            | Maldive                                                      | 105         | …     |
| Indo-Pacifico occidentale          | Isole dell'Oceano Indiano centrale            | Chagos                                                       | 106         | …     |
| Indo-Pacifico occidentale          | Golfo del Bengala                             | India orientale                                              | 107         | …     |
| Indo-Pacifico occidentale          | Golfo del Bengala                             | Golfo del Bengala settentrionale                             | 108         | …     |
| Indo-Pacifico occidentale          | Mare delle Andamane                           | Isole Andamane e Nicobare                                    | 109         | …     |
| Indo-Pacifico occidentale          | Mare delle Andamane                           | Costa corallina del mare delle Andamane                      | 110         | …     |
| Indo-Pacifico occidentale          | Mare delle Andamane                           | Sumatra occidentale                                          | 111         | …     |
| Indo-Pacifico centrale             | Mar cinese meridionale                        | Golfo del Tonchino                                           | 112         | …     |
| Indo-Pacifico centrale             | Mar cinese meridionale                        | Cina meridionale                                             | 113         | …     |
| Indo-Pacifico centrale             | Mar cinese meridionale                        | Isole oceaniche del mar cinese meridionale                   | 114         | …     |
| Indo-Pacifico centrale             | Piattaforma della Sonda                       | Golfo di Tailandia                                           | 115         | …     |
| Indo-Pacifico centrale             | Piattaforma della Sonda                       | Vietnam meridionale                                          | 116         | …     |
| Indo-Pacifico centrale             | Piattaforma della Sonda                       | Piattaforma della Sonda/Mar di Giava                         | 117         | …     |
| Indo-Pacifico centrale             | Piattaforma della Sonda                       | Stretto di Malacca                                           | 118         | …     |
| Indo-Pacifico centrale             | Transizione di Giava                          | Giava meridionale                                            | 119         | …     |
| Indo-Pacifico centrale             | Transizione di Giava                          | Isole Cocos-Keeling/Christmas                                | 120         | …     |
| Indo-Pacifico centrale             | Kuroshio meridionale                          | Kuroshio meridionale                                         | 121         | …     |
| Indo-Pacifico centrale             | Pacifico tropicale nordoccidentale            | Isole Ogasawara                                              | 122         | …     |
| Indo-Pacifico centrale             | Pacifico tropicale nordoccidentale            | Isole Marianne                                               | 123         | …     |
| Indo-Pacifico centrale             | Pacifico tropicale nordoccidentale            | Isole Caroline orientali                                     | 124         | …     |
| Indo-Pacifico centrale             | Pacifico tropicale nordoccidentale            | Isole Caroline occidentali                                   | 125         | …     |
| Indo-Pacifico centrale             | Triangolo del corallo occidentale             | Palawan/Borneo settentrionale                                | 126         | …     |
| Indo-Pacifico centrale             | Triangolo del corallo occidentale             | Filippine orientali                                          | 127         | …     |
| Indo-Pacifico centrale             | Triangolo del corallo occidentale             | Mare di Celebes/Stretto di Makassar                          | 128         | …     |
| Indo-Pacifico centrale             | Triangolo del corallo occidentale             | Halmahera                                                    | 129         | …     |
| Indo-Pacifico centrale             | Triangolo del corallo occidentale             | Papua                                                        | 130         | …     |
| Indo-Pacifico centrale             | Triangolo del corallo occidentale             | Mar di Banda                                                 | 131         | …     |
| Indo-Pacifico centrale             | Triangolo del corallo occidentale             | Piccole isole della Sonda                                    | 132         | …     |
| Indo-Pacifico centrale             | Triangolo del corallo occidentale             | Celebes nordorientale                                        | 133         | …     |
| Indo-Pacifico centrale             | Triangolo del corallo orientale               | Mare di Bismarck                                             | 134         | …     |
| Indo-Pacifico centrale             | Triangolo del corallo orientale               | Arcipelago delle Salomone                                    | 135         | …     |
| Indo-Pacifico centrale             | Triangolo del corallo orientale               | Mar delle Salomone                                           | 136         | …     |
| Indo-Pacifico centrale             | Triangolo del corallo orientale               | Papua Nuova Guinea sudorientale                              | 137         | …     |
| Indo-Pacifico centrale             | Piattaforma di Sahul                          | Golfo di Papua                                               | 138         | …     |
| Indo-Pacifico centrale             | Piattaforma di Sahul                          | Mar degli Alfuri                                             | 139         | …     |
| Indo-Pacifico centrale             | Piattaforma di Sahul                          | Costa di Arnhem fino al golfo di Carpentaria                 | 140         | …     |
| Indo-Pacifico centrale             | Piattaforma di Sahul                          | Costa di Bonaparte                                           | 141         | …     |
| Indo-Pacifico centrale             | Piattaforma australiana nordorientale         | Stretto di Torres e Grande barriera corallina settentrionale | 142         | …     |
| Indo-Pacifico centrale             | Piattaforma australiana nordorientale         | Grande barriera corallina centrale e meridionale             | 143         | …     |
| Indo-Pacifico centrale             | Piattaforma australiana nordoccidentale       | Da Exmouth a Broome                                          | 144         | …     |
| Indo-Pacifico centrale             | Piattaforma australiana nordoccidentale       | Ningaloo                                                     | 145         | …     |
| Indo-Pacifico centrale             | Pacifico tropicale sudoccidentale             | Isole Tonga                                                  | 146         | …     |
| Indo-Pacifico centrale             | Pacifico tropicale sudoccidentale             | Isole Figi                                                   | 147         | …     |
| Indo-Pacifico centrale             | Pacifico tropicale sudoccidentale             | Vanuatu                                                      | 148         | …     |
| Indo-Pacifico centrale             | Pacifico tropicale sudoccidentale             | Nuova Caledonia                                              | 149         | …     |
| Indo-Pacifico centrale             | Pacifico tropicale sudoccidentale             | Mar dei Coralli                                              | 150         | …     |
| Indo-Pacifico centrale             | Isole di Lord Howe e Norfolk                  | Isole di Lord Howe e Norfolk                                 | 151         | …     |
| Indo-Pacifico orientale            | Hawaii                                        | Hawaii                                                       | 152         | …     |
| Indo-Pacifico orientale            | Isole Marshall, Gilbert e Ellice              | Isole Marshall                                               | 153         | …     |
| Indo-Pacifico orientale            | Isole Marshall, Gilbert e Ellice              | Isole Gilbert e Ellice                                       | 154         | …     |
| Indo-Pacifico orientale            | Polinesia centrale                            | Sporadi equatoriali                                          | 155         | …     |
| Indo-Pacifico orientale            | Polinesia centrale                            | Isole Phoenix/Tokelau/Cook settentrionali                    | 156         | …     |
| Indo-Pacifico orientale            | Polinesia centrale                            | Isole Samoa                                                  | 157         | …     |
| Indo-Pacifico orientale            | Polinesia sudorientale                        | Isole Tuamotu                                                | 158         | …     |
| Indo-Pacifico orientale            | Polinesia sudorientale                        | Isole Rapa-Pitcairn                                          | 159         | …     |
| Indo-Pacifico orientale            | Polinesia sudorientale                        | Isole Cook meridionali/Austral                               | 160         | …     |
| Indo-Pacifico orientale            | Polinesia sudorientale                        | Isole della Società                                          | 161         | …     |
| Indo-Pacifico orientale            | Isole Marchesi                                | Isole Marchesi                                               | 162         | …     |
| Indo-Pacifico orientale            | Isola di Pasqua                               | Isola di Pasqua                                              | 163         | …     |
| Pacifico tropicale orientale       | Pacifico tropicale orientale                  | Isole Revillagigedo                                          | 164         | …     |
| Pacifico tropicale orientale       | Pacifico tropicale orientale                  | Clipperton                                                   | 165         | …     |
| Pacifico tropicale orientale       | Pacifico tropicale orientale                  | Pacifico tropicale messicano                                 | 166         | …     |
| Pacifico tropicale orientale       | Pacifico tropicale orientale                  | Chiapas-Nicaragua                                            | 167         | …     |
| Pacifico tropicale orientale       | Pacifico tropicale orientale                  | Nicoya                                                       | 168         | …     |
| Pacifico tropicale orientale       | Pacifico tropicale orientale                  | Isole Cocos (Keeling)                                        | 169         | …     |
| Pacifico tropicale orientale       | Pacifico tropicale orientale                  | Ansa di Panama                                               | 170         | …     |
| Pacifico tropicale orientale       | Pacifico tropicale orientale                  | Guayaquil                                                    | 171         | …     |
| Pacifico tropicale orientale       | Galapagos                                     | Isole Galapagos settentrionali                               | 172         | …     |
| Pacifico tropicale orientale       | Galapagos                                     | Isole Galapagos orientali                                    | 173         | …     |
| Pacifico tropicale orientale       | Galapagos                                     | Isole Galapagos occidentali                                  | 174         | …     |
| America meridionale temperata      | Pacifico sudorientale temperato caldo         | Peru centrale                                                | 175         | …     |
| America meridionale temperata      | Pacifico sudorientale temperato caldo         | Corrente di Humboldt                                         | 176         | …     |
| America meridionale temperata      | Pacifico sudorientale temperato caldo         | Cile centrale                                                | 177         | …     |
| America meridionale temperata      | Pacifico sudorientale temperato caldo         | Araucania                                                    | 178         | …     |
| America meridionale temperata      | Juan Fernandez e Desventuradas                | Isole Juan Fernandez e Desventuradas                         | 179         | …     |
| America meridionale temperata      | Atlantico sudoccidentale temperato caldo      | Brasile sudorientale                                         | 180         | …     |
| America meridionale temperata      | Atlantico sudoccidentale temperato caldo      | Rio Grande                                                   | 181         | …     |
| America meridionale temperata      | Atlantico sudoccidentale temperato caldo      | Rio de la Plata                                              | 182         | …     |
| America meridionale temperata      | Atlantico sudoccidentale temperato caldo      | Piattaforma dell'Uruguay-Buenos Aires                        | 183         | …     |
| America meridionale temperata      | Magellanico                                   | Golfi della Patagonia settentrionale                         | 184         | …     |
| America meridionale temperata      | Magellanico                                   | Piattaforma patagonica                                       | 185         | …     |
| America meridionale temperata      | Magellanico                                   | Malvine/Falklands                                            | 186         | …     |
| America meridionale temperata      | Magellanico                                   | Canali e fiordi del Cile meridionale                         | 187         | …     |
| America meridionale temperata      | Magellanico                                   | Isola di Chiloe                                              | 188         | …     |
| America meridionale temperata      | Tristan e Gough                               | Isole di Tristan e Gough                                     | 189         | …     |
| Africa meridionale temperata       | Benguela                                      | Namib                                                        | 190         | …     |
| Africa meridionale temperata       | Benguela                                      | Namaqua                                                      | 191         | …     |
| Africa meridionale temperata       | Agulhas                                       | Banco di Agulhas                                             | 192         | …     |
| Africa meridionale temperata       | Agulhas                                       | Natal                                                        | 193         | …     |
| Africa meridionale temperata       | Amsterdam-San Paolo                           | Amsterdam-San Paolo                                          | 194         | …     |
| Australasia temperata              | Nuova Zelanda settentrionale                  | Isole Kermadec                                               | 195         | …     |
| Australasia temperata              | Nuova Zelanda settentrionale                  | Nuova Zelanda nordorientale                                  | 196         | …     |
| Australasia temperata              | Nuova Zelanda settentrionale                  | Tre Re-Capo Nord                                             | 197         | …     |
| Australasia temperata              | Nuova Zelanda meridionale                     | Isola Chatham                                                | 198         | …     |
| Australasia temperata              | Nuova Zelanda meridionale                     | Nuova Zelanda centrale                                       | 199         | …     |
| Australasia temperata              | Nuova Zelanda meridionale                     | Nuova Zelanda meridionale                                    | 200         | …     |
| Australasia temperata              | Nuova Zelanda meridionale                     | Snares Island                                                | 201         | …     |
| Australasia temperata              | Piattaforma centrale australiana orientale    | Tweed-Moreton                                                | 202         | …     |
| Australasia temperata              | Piattaforma centrale australiana orientale    | Manning-Hawkesbury                                           | 203         | …     |
| Australasia temperata              | Piattaforma australiana sudorientale          | Capo Howe                                                    | 204         | …     |
| Australasia temperata              | Piattaforma australiana sudorientale          | Stretto di Bass                                              | 205         | …     |
| Australasia temperata              | Piattaforma australiana sudorientale          | Stretto di Bass occidentale                                  | 206         | …     |
| Australasia temperata              | Piattaforma australiana sudoccidentale        | Golfi australiani meridionali                                | 207         | …     |
| Australasia temperata              | Piattaforma australiana sudoccidentale        | Grande baia australiana                                      | 208         | …     |
| Australasia temperata              | Piattaforma australiana sudoccidentale        | Capo Leeuwin                                                 | 209         | …     |
| Australasia temperata              | Piattaforma australiana centrale occidentale  | Baia di Shark                                                | 210         | …     |
| Australasia temperata              | Piattaforma australiana centrale occidentale  | Houtman                                                      | 211         | …     |
| Oceano antartico                   | Isole subantartiche                           | Isole Macquarie                                              | 212         | …     |
| Oceano antartico                   | Isole subantartiche                           | Isole Heard e McDonald                                       | 213         | …     |
| Oceano antartico                   | Isole subantartiche                           | Isole Kerguelen                                              | 214         | …     |
| Oceano antartico                   | Isole subantartiche                           | Isole Crozet                                                 | 215         | …     |
| Oceano antartico                   | Isole subantartiche                           | Isole del Principe Edoardo                                   | 216         | …     |
| Oceano antartico                   | Isole subantartiche                           | Isola Bouvet                                                 | 217         | …     |
| Oceano antartico                   | Isole subantartiche                           | Isola Pietro I                                               | 218         | …     |
| Oceano antartico                   | Mare di Scotia                                | Isole Sandwich australi                                      | 219         | …     |
| Oceano antartico                   | Mare di Scotia                                | Georgia del Sud                                              | 220         | …     |
| Oceano antartico                   | Mare di Scotia                                | Isole Orkney meridionali                                     | 221         | …     |
| Oceano antartico                   | Mare di Scotia                                | Isole Shetland meridionali                                   | 222         | …     |
| Oceano antartico                   | Mare di Scotia                                | Penisola antartica                                           | 223         | …     |
| Oceano antartico                   | Alto Antartico continentale                   | Terra di Wilkes                                              | 224         | …     |
| Oceano antartico                   | Alto Antartico continentale                   | Terra di Enderby                                             | 225         | …     |
| Oceano antartico                   | Alto Antartico continentale                   | Terra della Regina Maud                                      | 226         | …     |
| Oceano antartico                   | Alto Antartico continentale                   | Mare di Weddell                                              | 227         | …     |
| Oceano antartico                   | Alto Antartico continentale                   | Mare di Amundsen e di Bellingshausen                         | 228         | …     |
| Oceano antartico                   | Alto Antartico continentale                   | Mare di Ross                                                 | 229         | …     |
| Oceano antartico                   | Nuova Zelanda subantartica                    | Isole Bounty e Antipodi                                      | 230         | …     |
| Oceano antartico                   | Nuova Zelanda subantartica                    | Isola Campbell                                               | 231         | …     |
| Oceano antartico                   | Nuova Zelanda subantartica                    | Isola Auckland                                               | 232         | …     |